# 斯默克 (狗)
斯默克（1943年—1957年2月21日）是一隻於第二次世界大戰中服役及成名的約克夏㹴，體重為4磅（1.8），身高為7英寸（180）。斯默克被視為使曾經失去歡迎的約克夏㹴，再度獲得大眾注目與喜愛的代表。

## 生平

### 發現
一位美國士兵於1944年2月在新幾內亞叢林中的一個散兵坑內，發現了斯默克，一隻成年約克夏㹴。起初，士兵們以為斯默克原屬於日本人，但大家把斯默克送到战俘營，才發現牠聽不懂日語及英語命令。後來，另一位士兵以2澳大利亞鎊（約合6.44美元），將斯默克售予威廉·A·懷恩下士。

### 第二次世界大戰
接下來的兩年裡，斯默克陪著懷恩參與太平洋戰爭。牠生活在惡劣的環境，如新幾內亞叢林、洛克群島，睡在高溫和潮濕的簡陋帳篷中。斯默克與懷恩分享口糧，偶爾能享用午餐肉。與二次大戰期間正式的軍犬不同，斯默克並沒有得到足夠的獸醫藥品配給，也不能有均衡飲食。儘管如此，斯默克在戰爭中從來沒有生病。斯默克甚至在珊瑚上走了四個月，卻沒有患上令其他戰狗困擾的爪子疾病。
根據懷恩的描述，斯默克曾在南太平洋於第5航空隊、第26攝影偵察中隊中服役，並參與了12個空中／海上救援和照相偵察任務。在這些任務中，斯默克需要長時間逗留在士兵的背包中。斯默克因參與了12項任務，獲頒8枚服務勳章。斯默克在新幾內亞期間經歷了超過150次的空襲，還在沖繩島上碰到一個颱風。斯默克也曾在30英尺高空跳傘而下。懷恩還提到斯默克曾警告他有炮彈來襲，最終拯救了他。
在閒暇時間，斯默克學會許多把戲，曾隨著勞軍團，娛樂澳洲至韓國等處醫院裡的傷兵。根據懷恩的描述，斯默克教他的跟他教給斯默克的一樣多，牠發展出超越當時其他犬類的把戲。於1944年，軍隊周刊《Yank》冠以斯默克「西南太平洋區的冠軍吉祥物」頭銜。斯默克還利用自己的特技，協助工程師在呂宋島林加延灣建立空軍基地，因此使牠成為英雄。當時通訊隊需要將一條電報纜線穿過一條長約21公尺的管道；管道直徑約20公分，而且泥沙從管道接口處湧入，使得部分地方僅有約十公分的空間。懷恩將電纜用線綁在斯默克的項圈上，讓牠進入管道，自己則跑到管道另一端命令斯默克向他前來。幾分鐘後斯默克帶著電纜鑽出了管道，解決了以人力挖掘跑道埋藏管線需時三天的工作；斯默克的成就使250位地勤人員與40架戰機能夠堅守崗位。

### 戰後
戰爭結束後，《克利夫蘭新聞》於1945年12月7日刊登了懷恩與斯默克的事蹟，很快就轟動全美國。在接下來的十年裡，懷恩與斯默克到了好萊塢及世界各地表演，包括蒙住眼睛走鋼索。牠亦與懷恩一起出現於克利夫蘭地區一些最早的電視節目中，其中包括WKYC第3台的《空中樓閣》（Castles in the Air）。斯默克總共於42個現場直播電視節目中表演沒有重覆的特技。斯默克和懷恩亦於40年代末至50年代初於退伍軍人醫院中表演。
於1957年2月21日，斯默克逝世，享年14歲。懷恩和其家人以一個二戰期間使用的.30口徑彈藥盒裝著斯默克的遺體，葬於克利夫蘭都會公園。在2005年11月11日退伍軍人節，於斯默克的安息之地之上樹立起了斯默克等身大小的青銅雕像，以獻給「斯默克，約克夏的明星，以及所有戰爭中的犬類」。

## 紀念斯默克的紀念碑
美國共有6座紀念斯默克的紀念碑：
- 俄亥俄州 萊克伍德 克利夫蘭都會公園 斯默克紀念碑（斯默克的安息之地）
- 密蘇里州 圣路易斯 美国犬业俱乐部狗博物館 斯默克紀念碑
- 夏威夷州 希卡姆空军基地 第26航空航天情報隊（第26攝影偵察中隊繼承者）斯默克紀念碑
- 俄亥俄州 哥倫布美國俄亥俄州獸醫協會動物名人堂「第一英雄狗」紀念碑
- 俄亥俄州 東湖城 「斯默克，战狗之首」紀念碑[8]
- 田納西州 諾克斯維爾 田納西大學 獸醫學院 「四磅的勇氣」紀念碑

此外，國家約克夏梗救援小組每年亦會頒予「斯默克獎」以表彰該年表現傑出的救援犬。

## 首隻治療犬
根據動物星球頻道的一項調查，斯默克是世上首隻治療犬。牠的治療犬生涯開始於1944年7月的新幾內亞第233兵站醫院，主要是陪伴護士看護比亞克島戰役中的傷兵。當時因其照片於《Yank》周刊中出現，斯默克已經有了一些知名度。當時醫院的指揮官是梅約診所醫療機構的查爾斯·梅約，他讓斯默克跟著大家訪視病人，並讓斯默克睡在醫院裡懷恩的床上。從第二次世界大戰至戰後，斯默克的治療犬工作持續了12年。

## 外部連結
- 斯默克的官方網站 （页面存档备份，存于）